# Bozzolo
Bozzolo (lombardul: Bòsul) település Olaszországban, Lombardia régióban, Mantova megyében. Lakosainak száma 4056 fő (2023. január 1.). Bozzolo Calvatone, Marcaria, San Martino dall’Argine, Tornata, Acquanegra sul Chiese és Rivarolo Mantovano községekkel határos.

## Népesség
A település népességének változása:
| Lakosok száma | 4209 | 4190 | 436  | 4056 |
|               | 2017 | 2018 | 2019 | 2023 |